# Julian Kiczuła
Julian Kiczuła (ur. 12 kwietnia 1938 w Lisich Jamach, zm. 22 grudnia 2015 w Rudniku nad Sanem) – polski działacz samorządowy i partyjny, w latach 70. prezydent Tarnobrzega.

## Życiorys
Syn Michała i Anieli. W 1962 wstąpił do Polskiej Zjednoczonej Partii Robotniczej, od 1968 kształcił się w Centralnej Szkole Partyjnej przy KC PZPR. Od 1965 do 1969 sekretarz ds. propagandy w Komitecie Powiatowym PZPR w Ropczycach, następnie od 1969 do 1972 na analogicznym stanowisku w Komitecie Powiatowym w Lubaczowie. W ramach tego komitetu zajmował stanowisko członka i członka egzekutywy. W 1972 objął stanowisko naczelnika gminy Krzeszów. W połowie lat 70. został prezydentem Tarnobrzega, zajmował to stanowisko do 1977. Został założycielem Towarzystwa Miłośników Ziemi Rudnickiej.
Został pochowany na cmentarzu przy Parafii Trójcy Przenajświętszej w Rudniku nad Sanem.